# Pempelia mesozonella
Pempelia mesozonella is een vlinder uit de familie snuitmotten (Pyralidae). De wetenschappelijke naam van deze soort is voor het eerst geldig gepubliceerd in 1966 door Bradley.
De soort komt voor in tropisch Afrika.